# Per noi due
Secondo album di Nico Fidenco per la RCA Italiana datato 1963, non è altro che un'antologia di brani già editi su singolo (un po' com'era avvenuto per il precedente) con nessun inedito inserito.

## Brani
Lato A
- Se mi perderai
- Una donna nel mondo
- Hud
- Moon River
- C'è una leggenda
- Tutta la gente

Lato B
- Lasciami il tuo sorriso
- Cleopatra
- Lejos me voy
- Goccia di mare
- Ciò che rimane alla fine di un amore
- Non mi chiedi mai